# Willoughby Hamilton
Willoughby Hamilton, de nombre completo James Willoughby „Willoby“ Hamilton, (Monasterevin, Kildare, Irlanda, 9 de diciembre de 1864-Dublín, Irlanda, 27 de septiembre de 1943) fue un tenista irlandés. En 1890 consiguió vencer en la final del campeonato de Wimbledon al siete veces ganador William Renshaw. En 1889 también venció en el Abierto de Irlanda.

## Biografía
Hamilton comenzó como futbolista y a partir de 1885 comenzó a jugar al tenis sobre hierba. Se le apodó The Ghost (El Fantasma) y tenía una diestra potente conocida como Irish Drive (derecha irlandesa).

## Carrera
En 1889 Hamilton ganó el título individual masculino en el Abierto de Irlanda y en los años 1886 y 1888 la categoría de dobles, así como la categoría mixta en 1889 junto a su compatriota Lena Rice.
En Wimbledon consiguió poner fin al dominio de William Renshaw en la categoría individual masculina con dos victorias. La primera en 1888, lo que supuso el fin de una racha de 14 victorias de Renshaw, por aquel entonces récord. En los campeonatos de 1890 ambos se enfrentaron en la Challenge Round (ronda de desafío), en la que Hamilton era el desafiador y finalmente el vencedor en 5 sets por 6-8, 6-2, 3-6, 6-1, 6-1 venciendo así en el torneo.